# Thábit ibn Qurra
Thábit ibn Qurra ibn Marwán al-Sabi al-Harrani (826, Harrán, actual Turquía-901, Bagdad). Su nombre indica que era procedente de la secta de los sabeos (en latín se denominaba a veces como Thebit). Destacó en su época como un gran astrónomo, matemático y musicólogo, y especialmente como un gran traductor en estas materias. Resulta sorprendente su gran conocimiento de idiomas, habilidad que le facilitó viajar muy a menudo por la mayoría de los países del Islam.

## Biografía
En su juventud fue invitado por Muhámmad bin Musa bin Shakir (que era uno de los hermanos de Banu Musa) a estudiar a Bagdad en la Casa de la Sabiduría. Fue allí donde ingresó en la secta de los Sabianos muy interesada en astronomía y matemáticas. 
Después de su muerte, su nieto Ibrahim ibn Sinan continuó la obra de su abuelo, investigando las curvas matemáticas de los relojes de sol.

## Obra
La mayor contribución de Thábit fue en matemáticas y astronomía. Su gran capacidad de aprender idiomas le propició fundar una escuela de traductores científicos del griego al árabe: Arquímedes, Euclides, Ptolomeo, Apolonio... Muchos textos de estos autores no fueron accesibles en Occidente sino por sus traducciones al árabe, que fueron el fundamento de las retraducciones al latín del siglo XII, en especial por el famoso traductor Gerardo de Cremona. 

### Matemáticas
Ideó incontables demostraciones en el terreno de la geometría no euclidiana, trigonometría esférica, cálculo integral y teoría de los números reales. Fue uno de los primeros en emplear terminología aritmética en problemas de geometría y estudió algunos aspectos de las secciones cónicas centrándose principalmente en la parábola y la elipse. Muchas ecuaciones ideadas por él han servido para el cálculo de superficies y volúmenes de diferentes cuerpos geométricos, empleando un proceso muy similar al usado en "cálculo integral", posteriormente desarrollado por Newton. Su contribución más importante a la teoría de números es un bello teorema que permite hallar pares de números amigos. 
Demostró que si:
P = 3 * 2n-1 – 1
Q = 3 * 2n – 1
R = 9 * 22n-1 – 1
son primos para n > 1 y entero, entonces:
2nPQ y 2nR
son números amigos.
Por ejemplo, para n=4 se tiene que:
P=23 Q=47 y R=1151, y por lo tanto los dos números amigos son:
17 296 = 16 * 23 * 47
18 416 = 16 * 1151
| Factores    | 1           | 2           | 23          | 47          | 1081  |
| ----------- | ----------- | ----------- | ----------- | ----------- | ----- |
| 1           | 1           | 2           | 23          | 47          | 1081  |
| 2           |             | 4           | 46          | 94          | 2162  |
| 4           |             | 8           | 92          | 188         | 4324  |
| 8           |             | 16          | 184         | 376         | 8648  |
| 16          |             |             | 368         | 752         | (-)   |
| SUMA TOTAL: | SUMA TOTAL: | SUMA TOTAL: | SUMA TOTAL: | SUMA TOTAL: | 18416 |

| Factores    | 1           | 2           | 1151  |
| ----------- | ----------- | ----------- | ----- |
| 1           | 1           | 2           | 1151  |
| 2           |             | 4           | 2302  |
| 4           |             | 8           | 4604  |
| 8           |             | 16          | 9208  |
| 16          |             |             | (-)   |
| SUMA TOTAL: | SUMA TOTAL: | SUMA TOTAL: | 17296 |

### Astronomía
En astronomía fue uno de los más tempranos reformadores de la visión ptolemaica, analizó varios problemas de movimiento de los planetas y del movimiento aparente sobre el horizonte de la Luna y el Sol y a resulta de estas investigaciones pudo escribir tratados de Gnomónica indicando como se podrían construir relojes de sol.
Trabajó en la determinación del movimiento de rotación de la tierra y obtuvo mucho éxito, posteriormente Nicolás Copérnico menciona en su obra que Thábit determinó la longitud del año sideral en 365 días, 6 horas, 9 minutos y 12 segundos (con un error de sólo 2 segundos). 

### Mecánica
En el campo de la mecánica y la física se reconoce como uno de los fundadores de la estática. Examinó con detalle las condiciones de equilibrio de los cuerpos, las vigas y los niveles.

### Medicina
Escribió diversos tratados médicos, entre ellos una Antología Tesoro de la medicina.

## Eponimia
- El cráter lunar Thebit lleva este nombre en su memoria.[2]